# Lucien Teisseire
Lucien Teisseire (Saint-Laurent-du-Var, 11 december 1919 – Plonévez-Porzay, 22 december 2007) was een Frans profwielrenner.

## Biografie
Teisseire was profwielrenner van 1941 tot 1955. In totaal boekte hij 17 overwinningen tijdens zijn carrière als profwielrenner, waaronder de klassieker Parijs-Tours en het eindklassement van het Critérium du Dauphiné Libéré. 
Verder won hij vier ritten in de Ronde van Frankrijk.

## Overwinningen en ereplaatsen
1944
- 1e in Parijs-Tours
- 2e bij het Nationaal Kampioenschap op de weg, elite
- 1e in GP de Provence

1945
- 2e in Parijs-Roubaix

1946
- 2e in Milaan-San Remo
- 2e in de 4e etappe Ronde van Zwitserland
- 2e in de 5e etappe Ronde van Zwitserland
- 1e in de 4e etappe Parijs-Nice
- 2e in de 3e etappe Monaco-Parijs

1947
- 3e in het Criterium der Azen
- 1e in de 6e etappe Ronde van Frankrijk
- 1e in de 13e etappe Ronde van Frankrijk
- 11e in het eindklassement van de Ronde van Frankrijk

1948
- 1e in de 1e etappe Criterium du Dauphiné Libéré
- 2e in Parijs-Camembert
- 6e in het eindklassement van de Ronde van Frankrijk
- 3e bij het Wereldkampioenschap op de weg voor profs

1949
- 2e in de 5 etappe Critérium du Dauphiné Libéré
- 3e in de 6e etappe Critérium du Dauphiné Libéré
- 1e in de 4e etappe Ronde van Frankrijk

1951
- 1e in GP de Cannes
- 1e in de 1e etappe Parijs-Nice
- 2e in het eindklassement Parijs-Nice
- 2e in het eindklassement Tour du Sud-Est

1952
- 3e in de 2e etappe Parijs-Nice

1953
- 1e in de 3e etappe Ronde van Marocco
- 3e in het eindklassement Ronde van Marocco
- 1e in de 2e etappe deel b Criterium du Dauphiné Libéré
- 2e in de 3e etappe Criterium du Dauphiné Libéré
- 1e in de 5e etappe Criterium du Dauphiné Libéré
- 1e in het eindklassement Criterium du Dauphiné Libéré

1953
- 2e in de 6e etappe deel a Criterium du Dauphiné Libéré
- 2e in de 8e etappe Criterium du Dauphiné Libéré

1954
- 1e in de 20e etappe Ronde van Frankrijk

## Resultaten in voornaamste wedstrijden
| Jaar | Ronde van Italië | Ronde van Frankrijk | Ronde van Spanje |
| ---- | ---------------- | ------------------- | ---------------- |
| 1944 |                  |                     |                  |
| 1945 |                  |                     |                  |
| 1946 |                  |                     |                  |
| 1947 |                  | 11e (2)             |                  |
| 1948 |                  | 6e                  |                  |
| 1949 |                  | 14e (1)             |                  |
| 1950 | opgave           |                     |                  |
| 1951 |                  | 31e                 |                  |
| 1952 |                  | 59e                 |                  |
| 1953 |                  | 26e                 |                  |
| 1954 |                  | 23e (1)             |                  |
| 1955 |                  | 45e                 |                  |

| Jaar | Milaan-San Remo | Parijs-Roubaix | Ronde van Lombardije | Parijs-Tours |  | WK op de weg |
| ---- | --------------- | -------------- | -------------------- | ------------ |  | ------------ |
| 1944 |                 |                |                      | ↑            |  |              |
| 1945 |                 | ↑              |                      | 7e           |  |              |
| 1946 | ↑               | 17e            |                      |              |  | 11e          |
| 1947 |                 | 9e             | 47e                  |              |  |              |
| 1948 |                 |                |                      | 51e          |  | ↑            |
| 1949 |                 |                |                      |              |  |              |
| 1950 |                 |                |                      |              |  |              |
| 1951 | 27e             | 31e            |                      |              |  |              |
| 1952 | 37e             | 75e            |                      | 13e          |  |              |
| 1953 |                 | 71e            |                      |              |  |              |
| 1954 |                 |                |                      |              |  |              |
| 1955 |                 |                |                      |              |  |              |